# Amaler
Die Amaler waren ein gotisches Herrschergeschlecht, welches das Königtum bei den Ostgoten innehatte und unter Ermanarich im 4. Jahrhundert das ganze Gotenreich beherrscht haben soll (vgl. Ammianus Marcellinus, 31,3,1). Ermanarich ist auch der erste historisch verbürgte Amaler. Die Rekonstruktion des Jordanes (Getica 79, wohl basierend auf Cassiodor) eines uralten Stammbaums ist hingegen nicht glaubwürdig und problematisch. Laut Herwig Wolfram konstruierte Cassiodor diese Genealogie, um den Gotenkönig Athalarich (516–534) durch die Fiktion einer angeblich göttlichen Abstammung aufzuwerten. Demselben Zweck diente die Zahl der Generationen vor diesem, nämlich sechzehn, die genau der Zahl der Vorfahren von Romulus und Remus bis auf Aeneas entspricht, siehe Liste der Könige von Alba Longa. Etymologie und Bedeutung des Namens sind unbekannt.
Der berühmteste Amaler war Theoderich der Große, welcher 493 in Italien ein (allerdings nur wenige Jahrzehnte bestehendes) Ostgotenreich schuf. Das Geschlecht erlosch 536 mit dem Tode von Theodahad. Im Nibelungenlied, dem Heldenbuch und anderen altdeutschen Dichtungen heißen sie Amelungen, d. h. Abkömmlinge des Amala.

## Stammliste
Jordanes’ unbelegte Angaben sind kursiv gesetzt.

### Von Gapt bis Achiulf
1. Gapt 
  1. Halmal 
    1. Augis 
      1. Amala 
        1. Isarna
          1. Ostrogotha, Heerführer um 250, führte um 249 den Angriff auf Philippopolis, wo Kaiser Decius starb
            1. Hunvil
              1. Athal
                1. Achiulf – Nachkommen siehe unten
                2. Odulf

### Von Achiulf bis Witichis
1. Achiulf – siehe oben
  1. Ansila 
  2. Ediulf 
  3. Ermanarich – Nachkommen siehe unten
  4. Wultulf
    1. Walarawans
      1. Winithar, X 376, König,
        1. Wandalar, König
          1. Valamir, * um 425, X 470, König 440,
          2. Widimir, König, † 473,
            1. Widimir der Jüngere

          3. Thiudimir, König 470, † 475; ⚭ NN; ⧟ Erelieva * um 435/440, † nach 490,
            1. Theodis, † 481
            2. Theoderich der Große (Mutter Erelieva), * um 454 in Pannonien, † 30. August 526 in Ravenna, 471 König der Ostgoten; ⚭ 493 Audofleda, * um 470, † nach 526, Tochter von Childerich I., König der Franken, (Merowinger)
              1. Amalasuntha, * 496, † ermordet 30. April 535 auf der Insel Martana im See von Bolsena, Latium, Königin 526; ⚭ I 515 Eutharich, * um 480 † um 523 (siehe unten),
              2. Theudigotha, (*) um 475/80, † nach 500; ⚭ Alarich II., † 507, König der Westgoten (Balthen),
                1. Amalrich, * 502, † 531, König der Westgoten,

              3. Ostrogotho, (*) um 475/480, † nach 500; ⚭ Sigismund, König der Burgunden, † 523,

            3. Theodimund, * um 450, X 479,
            4. Amalafrida (Mutter: Erelieva), * um 455/460, † ermordet 525; ⚭ I NN; ⚭ II 500 Thrasamund, König der Wandalen, um 460, † 6. Mai 523,
              1. (I) Theodahad, * um 480, † ermordet Dezember 536, König November 534; ⚭ I Gothelindis,
                1. (I) Theudegisklos (vielleicht identisch mit Theudigisel, König der Westgoten 548/549),
                2. Theodenantha

              2. (I) Amalaberga, * um 495, † nach 540; ⚭ 510 Herminafried, Fürst der Thüringer, † ermordet 534,
                1. Amalafrid, * um 511, † nach 540, byzantinischer Feldherr,
                2. Tochter ⚭ Audoin, König der Langobarden, † 561

### Zweig des Ermanarich
1. Ermanarich, * um 266, † 376, König 350; ⚭ Sunilda, † um 375
  1. Hunimund, König 
    1. Gesimund (unsicher)
    2. Thorismund, † kurz nach 400, König um 400
      1. Berimund 
        1. Widerich 
          1. Eutharich, * um 480, † 522; ⚭ 515 Amalasuntha, Tochter von Theoderich dem Großen, † 30. April 535 (siehe oben)
            1. Athalarich, * 516, † vergiftet 2. Oktober 534, König 526
            2. Matasuentha, * um 518/520, † nach 550; ⚭ I 537 Witichis, König der Ostgoten 536–540, † um 542; ⚭ II 548 Germanus, Vetter von Justinian I., † Herbst 550
              1. (II) Germanus Postumus (vielleicht identisch mit Germanus, Caesar 582), * 550/551, † um 605?
                1. (unsicher) Tochter, * um 580?; ⧟ Herakleios, oströmischer Kaiser 610–641
                  1. Johannes Athalarich, (*) zwischen 601 und 610,  † 637